# Rhopalotettix taipeiensis
Rhopalotettix taipeiensis is een rechtvleugelig insect uit de familie doornsprinkhanen (Tetrigidae). De wetenschappelijke naam van deze soort is voor het eerst geldig gepubliceerd in 2003 door Zhang, Yin & Yin.